# Ahmed Chaouch
Ahmed Chaouch dit el-Kebaïli, de son nom Ahmed Chaouch Boutartoura, était un chaouch du dey d'Alger, puis bey de Constantine pendant quinze jours.

## Biographie
Ahmed Chaouch était un chaouch du dey d'Alger. En disgrâce, il s'exile en Kabylie un certain temps (d'où son surnom, El Kebaïli) avant d'arriver à Constantine.
Il s'empare du pouvoir en septembre 1807 et devient bey de Constantine. Son makhzen se compose d'Ahmed Tobal (Khalifa), Abbas Bendjelloul (Bach Kateb), Taher Ourezzi (mufti malikite), Bach Tarzi (mufti hanafite), cheikh Ahmed Ben Eulmi (kadi malikite), cheikh Fatah Allah (kadi hanafite).
Ahmed Chaouch est décapité et sa tête promenée dans Constantine au bout d'une lance. Son corps est enterré dans le cimetière Ouznadji (versant sud-ouest du Coudiat Aty).